# Skulderfläckad gaddbagge
Skulderfläckad gaddbagge (Mordellistena humeralis) är en skalbaggsart som först beskrevs av Carl von Linné 1758.  Skulderfläckad gaddbagge ingår i släktet Mordellistena, och familjen tornbaggar. Enligt den svenska rödlistan är arten nära hotad i Sverige. Arten förekommer i Götaland, Gotland, Öland, Svealand, Nedre Norrland och Övre Norrland. Artens livsmiljö är skogslandskap.